# ويليام بيانكي
ويليام بيانكي (بالإيطالية: Guillaume Bianchi)‏ هو مبارز بالسيف إيطالي، ولد في 30 يوليو 1997 في روما في إيطاليا.

## وصلات خارجية
- ويليام بيانكي على موقع الاتحاد الدولي للمبارزة (الإنجليزية)
- ويليام بيانكي على موقع اللجنة الأولمبية الدولية (الإنجليزية)
- ويليام بيانكي على موقع أوليمبيديا (الإنجليزية)